# ノックス級フリゲート
 ノックス級フリゲート（ノックスきゅうフリゲート、英語: Knox-class frigate）は、アメリカ海軍のフリゲートの艦級。先行するブルック級（SCB-199B型）を発展させた対潜艦として、1964年度から1967年度にかけて46隻が建造された。基本計画番号はSCB-199CまたはSCB-200。当初は航洋護衛艦 (DE) として類別されていたが、1975年の類別変更に伴ってフリゲート（FF）に再類別された。
アメリカ海軍での運用は1995年までに終了したが、多くの退役艦が中華民国海軍やトルコ海軍などに売却・貸与された。また本艦をベースとして、スペイン海軍のバレアレス級フリゲートが建造された。

## 来歴
1960年度ではブロンシュタイン級（SCB-199）が建造され、戦後第2世代の航洋護衛艦の嚆矢となった。続く1961年度からは、蒸気を高圧化して高速化を図った発展型としてガーシア級（SCB-199A）、また1962年度からはミサイル艦として設計変更したブルック級（SCB-199B）の建造が開始された。
しかし海軍作戦部長（CNO）は、より大型で高性能な艦を要望した。1963年12月9日、ギブス・アンド・コックス社に詳細設計が発注された。当初はガーシア級・ブルック級と同様の過給水管ボイラーを搭載する予定であったが、1964年1月、在来型の水管ボイラーを搭載するように変更されることになり、これに伴う設計変更は1965年1月までに完了した。これによって建造されたのが本級である。

## 設計

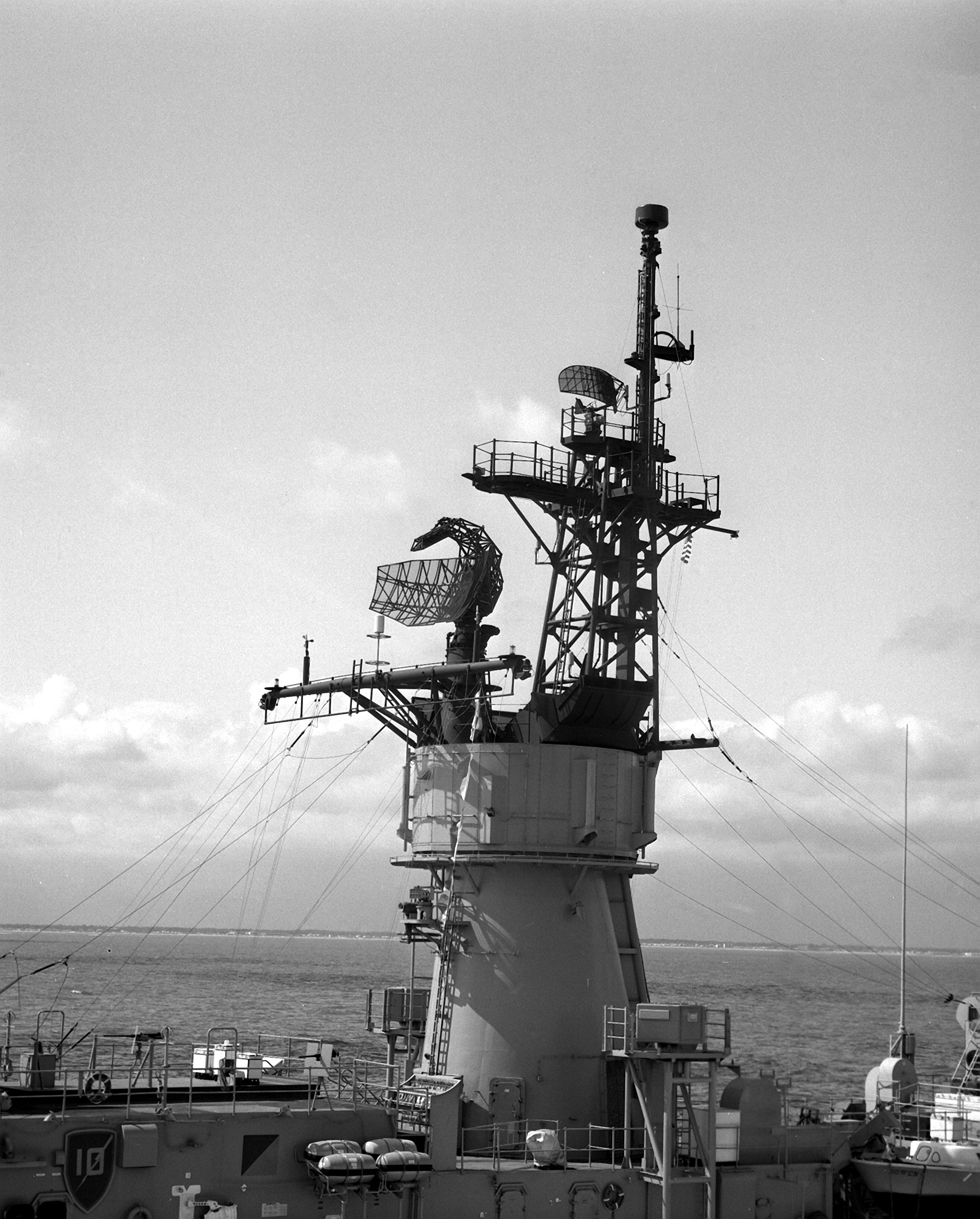
マック構造とAN/SPS-40対空、AN/SPS-67 対水上レーダー

基本設計はブルック級の発展型とされており、マック構造を備えた遮浪甲板型という船型も踏襲された。ただし在来型の水管ボイラーを搭載するための設計変更に伴って船体が大型化し、大戦世代DDを超えて、米DEとしては最大の艦となった。これを補うため、中央横断面係数（Cx）は0.837から0.81に減少した。また従来の米DEは、いずれも上甲板が艦首から艦尾まで全通していたのに対し、本級では上部構造物が舷側にまで拡幅された。電子機器の強化に対応して、マックも大型化された。フィンスタビライザーの搭載は踏襲されている。なお就役後、フレアの弱さと乾舷の低さのため、艦首部への青波の打ち上げが頻繁で51番砲やアスロック発射機が破損するなどの問題が生じ、1979年より、高さ1,067ミリのブルワークとスプレー・ストリップを付する改修が順次に行われた。これにより排水量は9トン増加した。なお主錨は、1個を艦首に装備するが、もう1個はソナー・ドーム後方の船底に設置するという特異な方式となった。
主ボイラーとしては、ジョン・C・バトラー級護衛駆逐艦以来使用されてきたD形2胴型水管缶を使用している。蒸気性状はガーシア級と同様、主力戦闘艦並みの圧力1,200 lbf/in2 (84 kgf/cm2)・温度510 °C (950 °F)となった。ただし上記の経緯より、同級で導入された過給水管ボイラー方式は、高いコストと複雑な構造から棄却された。これにより、燃料は、ディーゼル燃料や蒸留油からバンカー油に戻された。また対潜戦のパッシブ化に対応して、水中放射雑音の低減のため、プレーリー-マスカーが装備されている。
主機はウェスティングハウス式ギヤード・タービン、1軸推進方式は踏襲された。なお航続距離延伸の要請から、重油搭載量は750トンに増加している。また電源も強化され、タービン主発電機（出力750キロワット）3基とディーゼル非常発電機（出力750キロワット）1基が搭載された。機関部は、補機室（長さ9.1メートル）、缶室（長さ12.2メートル）、機械室（長さ9.1メートル）に分割されている。

## 装備

### C4I
本級を含むSCB-199シリーズは、いずれも海軍戦術情報システム（NTDS）を導入しない手動式の戦闘指揮所（CIC）を基本としていた。その後、1983年度より、全艦が対潜戦戦術情報システム（ASW tactical data system）を搭載した。
また1980年代中盤より、本級向けのC4Iシステムとして、フリゲート統合艦載戦術システム（Frigate integrated shipboard tactical system, FFISTS）が開発された。これは統合作戦戦術システム（JOTS）と同じく、電子計算機として、ヒューレット・パッカード9020のアメリカ海軍向けモデルであるDTC-1（Desktop Tactical Computer）を採用するなど、MIL規格にとらわれず商用オフザシェルフ化を進めることで、低価格・低所要電力でありながら高い処理能力を実現しており、貧者の海軍戦術情報システムというべきものであった。システムにはDTC-1電子計算機4基が組み込まれており、戦術曳航ソナーなどソナー情報の分析やリンク 11の送受信、OTCIXSの受信などの機能を備えていた。「ハロルド・E・ホルト」（FF-1074）を皮切りに、計10隻（FF-1074および1078, 1079, 1084, 1085, 1089, 1090, 1095, 1097）に搭載された。退役時、これらの艦の大部分から撤去されたが、海外向けに売却された艦の一部には残された。

### 対空・対水上戦

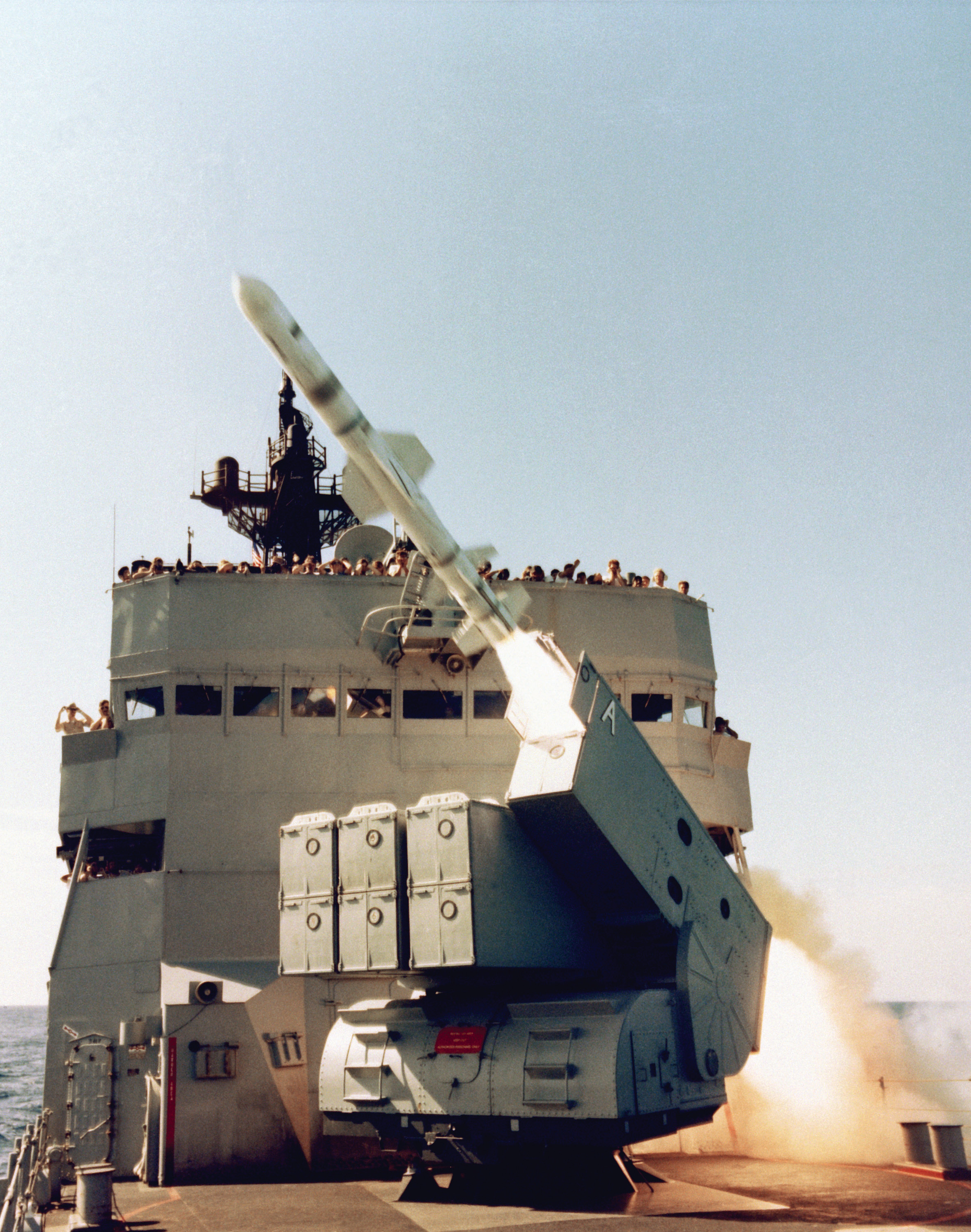
Mk.112発射機より発射されるハープーン

レーダーとしては、マック上に、対空捜索用のAN/SPS-40、対水上捜索用のAN/SPS-10が設置された。AN/SPS-10はのちにAN/SPS-67に更新されたほか、一部にはAN/SPS-58に換装した艦もある。またシースパローIBPDMSの実験艦とされた「ダウンズ」では、AN/SPS-40のかわりにMk.23 mod.0 TASが搭載された。
本級は、計画段階ではRIM-46シーモーラーBPDMS（基本個艦防空ミサイル・システム）の搭載を予定して、所定のスペースを確保して設計されていた。しかし1番艦起工直後の1965年に開発自体がキャンセルされたことから、そのスペースの大部分は航空艤装に振り替えられることになった。その後、はるかにコンパクトなシースパローBPDMSが開発されたことから、1971年から1975年にかけて、31隻（DE-1052～69、1071～83）に対してこれが搭載された。船尾甲板にMk.25 8連装ミサイル発射機が、また後部上部構造物上にMk.115射撃指揮装置が設置された。また「ダウンズ」は、改良型のシースパローIBPDMSの実験艦とされており、発射機はMk.29、射撃指揮装置もMk.91とされた。DE-1083以降の14隻は、赤外線誘導のシーチャパラルを搭載する予定だったが、このミサイル自体が装備化されなかったことから、本級への搭載も実現しなかった。なお対艦ミサイル防御（ASMD）の観点から、1982年より、シースパローBPDMS搭載艦の多くが、これをMk.15「ファランクス」 20mmCIWSに換装した。
艦砲としては、護衛駆逐艦として初めて（そして唯一）54口径127mm単装速射砲（Mk.42 5インチ砲）を装備している。これは、ガーシア級の38口径127mm単装砲に対して、射程・発射速度ともに向上した優秀な対空砲であった。また砲射撃指揮装置（GFCS）は、従来のDEでは対空射撃を主眼としたMk.56であったのに対し、本級では対地艦砲射撃を考慮して、Mk.68を搭載した。ただし砲を1門しか搭載しないことから投射弾量が少なく、攻撃力不足として批判されることもあった。これは本級が対潜艦として設計されたにもかかわらず、汎用艦として運用されたことによって顕在化したものであった。またMk.42は動作不良の率が高く、砲を1門しか搭載しない本級にとっては悩みの種となった。
艦対艦ミサイルとして、1976年より、アスロック用のMk.112発射機の左端の2セルをハープーンの発射に対応する改修が開始された。16発の搭載弾のうち、4発はハープーンを搭載するのが典型的な構成であった。また一部の艦は、暫定的にスタンダードARMを搭載していた。

### 対潜戦
探信儀としては、AN/SQS-26CXをバウ・ドームに収容して搭載した。また本級のうち25隻（DE-1052、1056、1063～71、1073～6、1078～97）を対象として、1972年より、AN/SQS-35可変深度ソナーが搭載された。また1980年度より、AN/SQS-35の運用設備を用いて、AN/SQR-18A戦術曳航ソナーの運用が開始されたほか、VDS非搭載艦でもAN/SQR-18A(V)2が搭載された。
対潜兵器として、艦橋直前にはアスロック対潜ミサイルのMk.112 8連装発射機が搭載された。ガーシア級後期型（63年度計画艦）と同様に機力による次発装填装置を備えており、艦橋構造物内の予備弾庫から直接に再装填することができた。一方、魚雷発射管は改正が加えられており、従来は旋回式の324mm3連装短魚雷発射管（Mk.32）が搭載されていたのに対し、本級では軽量化のため、固定式の連装発射管とされており、格納庫前端部の舷側に、45度の交角を持って設置された。また従来のDEでは長距離用の533mm連装魚雷発射管（Mk.25）も搭載されていたが、本級ではそのためのスペースこそ確保されたものの、実際には搭載されず、のちにVDSの装備スペースに転用された（先行するDEからも後日撤去）。これらを管制する水中攻撃指揮装置（UBFCS）としては、Mk.114が搭載された。

### 艦載機
上述のように、もともとは無人のQH-50 DASH対潜ヘリコプターの搭載を想定して設計されていた。しかし本級の就役開始と前後してDASHの運用が終了してしまったことから、1972年よりLAMPS（軽空中多目的システム）を搭載するための改修が開始された。これにより、DASHの運用設備はLAMPS Mk.Iの空中プラットフォームであるSH-2ヘリコプターに対応するように改装された。飛行甲板はやや拡張され、また、格納庫は入れ子式に改装されて、SH-2ヘリコプターを収容できるように拡張された。
これにより、ノックス級は有人ヘリコプターの運用能力を保有することになった。ただし、元来DASH用の運用設備を元にしていたため、新しいLAMPS Mk.IIIシステムで採用された大型のSH-60Bヘリコプターの搭載は不可能であった。

### 兵装・電装要目
|          | 新規建造時                                                                        | 改修後                                                                      | 中華民国（台湾）海軍（済陽級） ※FFG-932を除く                               |
| -------- | --------------------------------------------------------------------------------- | --------------------------------------------------------------------------- | --------------------------------------------------------------------------- |
| 兵装     | Mk.42 5インチ単装速射砲×1基                                                       | Mk.42 5インチ単装速射砲×1基                                                 | Mk.42 5インチ単装速射砲×1基                                                 |
| 兵装     | －                                                                                | Mk.15 20mmCIWS×1基 （FF-1084～、BPDMSから再換装）                           | Mk.15 20mmCIWS×1基 （FF-1084～、BPDMSから再換装）                           |
| 兵装     | －                                                                                | Mk.25 シースパローBPDMS 8連装発射機×1基 （～FF-1083）                       | RIM-66 SM-1MR SAM×10発 ※3連装発射機×2基、2連装発射機×2基                    |
| 兵装     | －                                                                                | Mk.25 シースパローBPDMS 8連装発射機×1基 （～FF-1083）                       | T-75 20mm単装機関砲×4基                                                     |
| 兵装     | Mk.16 8連装ミサイル発射機×1基 （アスロックSUM用; のちにハープーンSSMにも対応）    |                                                                             |                                                                             |
| 兵装     | Mk.32 mod.9 2連装魚雷発射管×2基                                                   |                                                                             |                                                                             |
| 艦載機   | QH-50 DASH × 2機                                                                  | SH-2 LAMPS Mk I×1機                                                         | 500MD/ASW×1機                                                               |
| C4I      | －                                                                                | AN/WSC-3衛星通信機 ※一部艦でFFISTSを搭載                                    | タレスH-930 MCS 戦術情報処理装置                                            |
| FCS      | Mk.68 砲FCS (Mk.42 5インチ砲向け)                                                 | Mk.68 砲FCS (Mk.42 5インチ砲向け)                                           | STIR-180 (Mk.42 5インチ砲/RIM-66 スタンダード SAM兼用)                      |
| FCS      | －                                                                                | Mk.115 ミサイルFCS (BPDMS)                                                  | LIOD Mk2 電子光学センサー                                                   |
| FCS      | Mk.114 水中FCS                                                                    |                                                                             |                                                                             |
| レーダー | AN/SPS-40 対空捜索用                                                              | AN/SPS-40 対空捜索用                                                        | DA-08/2 対空捜索用 ※アンテナはDA-05の物を使用                               |
| レーダー | AN/SPS-10 対水上捜索用                                                            | AN/SPS-67 対水上捜索用                                                      | AN/SPS-67 対水上捜索用                                                      |
| レーダー | LN-66 航海用                                                                      | AN/SPS-53 航海用                                                            | LN-66 航海用                                                                |
| ソナー   | AN/SQS-26CX 艦首装備式                                                            | AN/SQS-26CX 艦首装備式                                                      | AN/SQS-26CX 艦首装備式                                                      |
| ソナー   | AN/SQS-35可変深度ソナー (IVDS) ※FF-1053－1055, 1057－1062, 1072, 1077には装備なし | AN/SQR-18戦術曳航ソナー (TACTASS) ※IVDS装備艦は-18A(V)1, 非装備艦は-18A(V)2 | AN/SQR-18戦術曳航ソナー (TACTASS) ※IVDS装備艦は-18A(V)1, 非装備艦は-18A(V)2 |
| 電子戦   | AN/WLR-1C 電波探知装置                                                            | AN/SLQ-32(V)1/2 電波探知装置                                                | AN/SLQ-32(V)1/2 電波探知装置                                                |
| 電子戦   | AN/ULQ-6C 電波妨害装置                                                            | Mk 36 SRBOC (Mk.137 6連装チャフ・フレア発射機×2基)                          | Mk 36 SRBOC (Mk.137 6連装チャフ・フレア発射機×2基)                          |

## 運用
1964年度から1967年度にかけて46隻が建造されたが、これは戦後DEとしては最大数であった。当初は1968年度でも更に10隻の建造が認可されたが、後に中止されて、予算は原子力潜水艦の増勢などに振り替えられた。
1970年代から1980年代にかけて、対潜掃討群や護衛艦部隊の中核戦力として活躍しており、1980年代末からは近代化改修も検討されていたが、冷戦終結を受けてこれは撤回され、1991年から1995年という短期間で、全艦が除籍された。

### アメリカ国外での運用状況

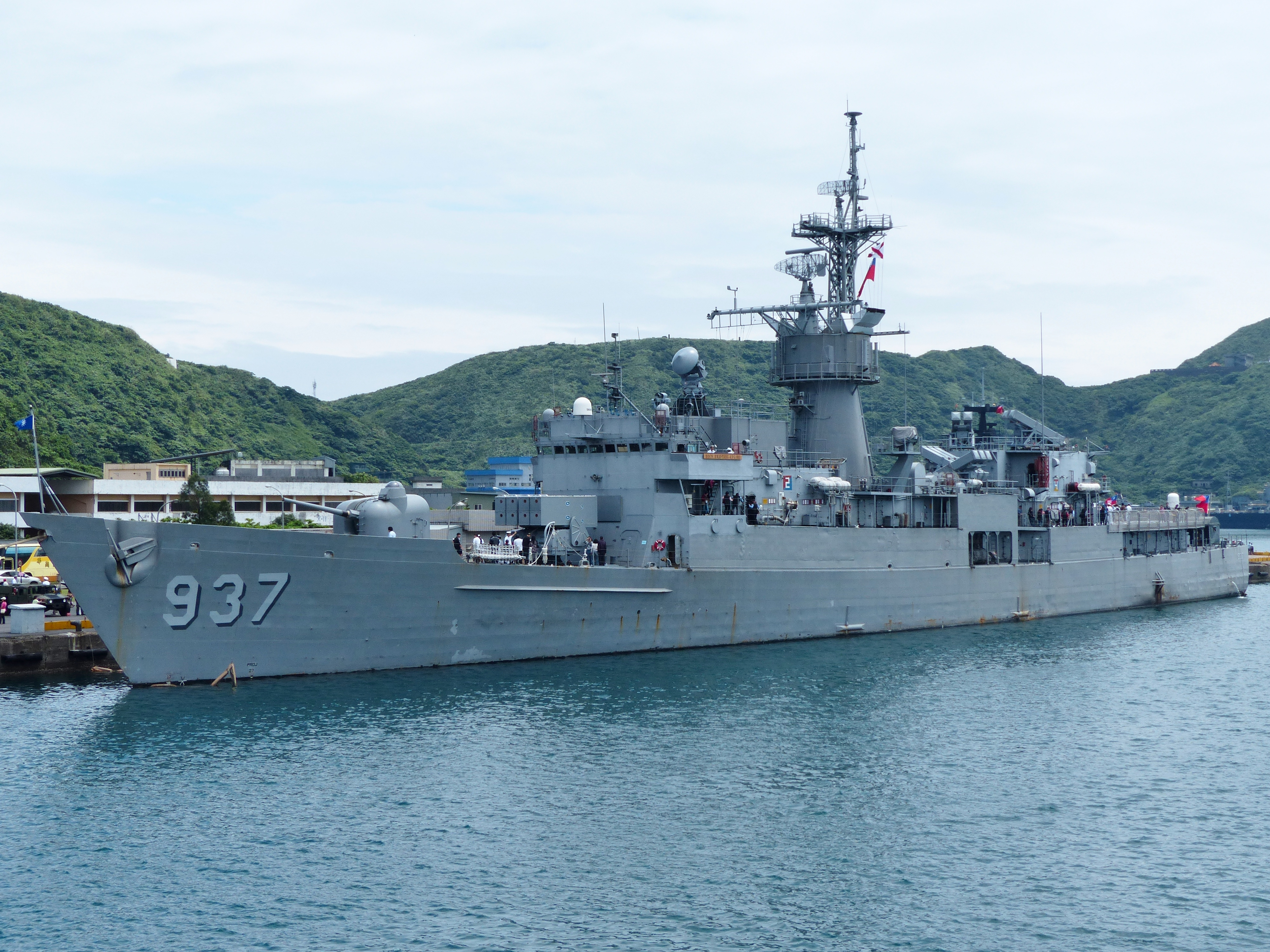
中華民国海軍のFFG-937 淮陽（旧米海軍FF-1088 バービー）
マックとヘリ格納庫の間にSM-1MRの3連装ボックス・ランチャーを2基、ヘリ格納庫の天井にSM-1MRの2連装ボックス・ランチャーを2基装備している。

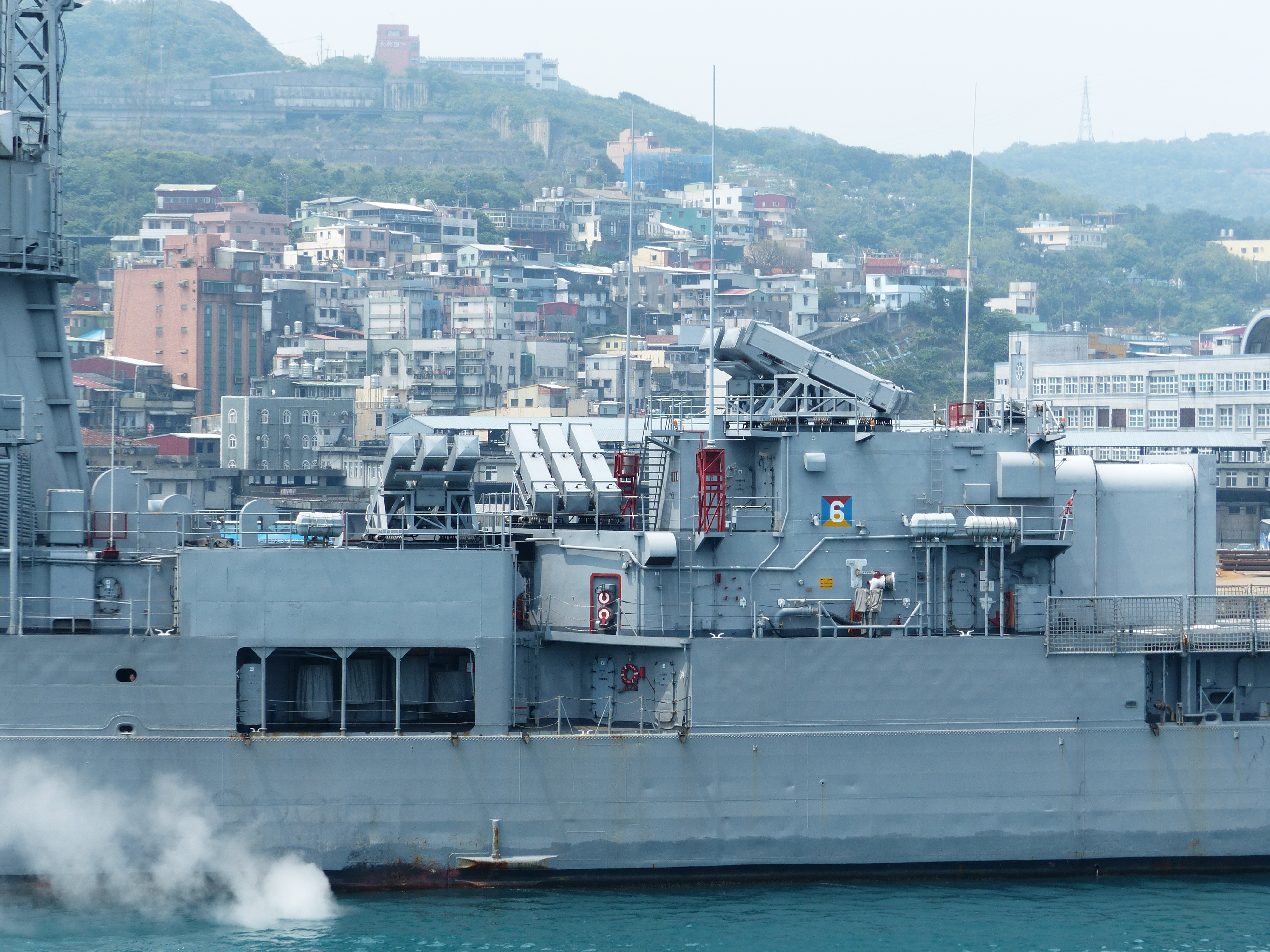
中華民国海軍のFFG-939 宜陽（旧米海軍 FF-1096 ヴァルデス）
マックとヘリ格納庫の間にSM-1MRの3連装ボックス・ランチャーを2基、ヘリ格納庫の天井にSM-1MRの2連装ボックス・ランチャーを2基装備している。

その後、ノックス級の退役艦は後任のオリバー・ハザード・ペリー級ミサイルフリゲートとともに各国に輸出された。
このうち、80年代より本級の取得を要望していた中華民国海軍に対しては、冷戦の終結、および同国がフランス製フリゲート（康定級フリゲート）を導入したことを受けて、1991年より輸出が認可され、93年より94年にかけて6隻、98年にさらに2隻が導入された。中華民国海軍は、2005年までに退役したギアリング級駆逐艦の兵装を本級に移植する改修を行っており、スタンダード・ミサイル1型（SM-1MR）の搭載によって限定的ながら中距離での艦対空交戦能力を付与したほか、二次元対空捜索レーダーをAN/SPS-40からDA-08に、射撃指揮レーダーを5インチ砲専用のAN/SPG-53から5インチ砲 / SM-1MR兼用のSTIR-180にそれぞれ換装し、戦術情報処理装置（タレス社製H-930 MCS 武進III型戦闘システム）の搭載などを行なった。ただし、中華民国海軍が現在主力対潜ヘリコプターとして運用するS-70Cは本級の設備では運用できず、500MD/ASWを搭載している。これは旧式で飛行性能もSH-2に劣り、対潜センサーとしては海面監視レーダーとMADしか搭載していないため、能力的には極めて限定されたものである。ノックス級そのものも老朽化が進み、蒸気タービン推進であるため保守点検の手間もかかることから、中華民国海軍は本級の運用継続の可否を検討していると言われている。
また、中華民国海軍のギアリング級駆逐艦の中でも、SM-1MRの運用能力を付与する武進3号改装を受けた艦は7隻しかいなかった。このためか、中華民国（台湾）が導入した8隻のノックス級フリゲートの中でもFFG-932 濟陽（旧FF-1073 ロバート・E・ピアリー）のみは上記の改装を受けられず、旧来の兵装と電子装備のままで運用されている。
一方、スペイン海軍は本級の設計図をもとにターター・システムを搭載した防空艦として、バレアレス級フリゲートを開発し、1969年から1976年にかけて5隻を建造、配備した。本級においては、BPDMSのかわりにターター・ミサイルの単装発射機であるMk.22（Mk.13の小型化版）、DASH運用設備にかわってMk.74 GMFCSを1基搭載しているほか、AN/SPS-52 3次元レーダーも装備している。さらに、後には国産のTRITAN戦術情報処理装置も搭載し、一線級の防空艦として活躍したのち、2004年から2008年にかけて全艦が退役した。

### 運用国
- ギリシャ海軍 3隻（2003年除籍）
- トルコ海軍 8隻（テペ級フリゲート（トルコ語版））（2012年除籍）
- エジプト海軍 2隻
- タイ海軍 2隻（プッタヨートファー・チュラーローク級フリゲート（英語版））（2018年現在1隻除籍）
- 中華民国海軍 8隻（済陽級フリゲート（中国語版））(2015年2隻除籍、2025年1隻除籍)
- メキシコ海軍 4隻（アレンデ級フリゲート（Clase Allende））

### 同型艦
| アメリカ海軍 | アメリカ海軍                                | アメリカ海軍             | アメリカ海軍    | アメリカ海軍    | アメリカ海軍    | アメリカ海軍    | 退役/再就役後        | 退役/再就役後                                                      | 退役/再就役後 |
| #            | 艦名                                        | 建造所                   | 起工            | 進水            | 就役            | 退役            | 再就役先             | 艦名(番号)                                                         | リンク        |
| ------------ | ------------------------------------------- | ------------------------ | --------------- | --------------- | --------------- | --------------- | -------------------- | ------------------------------------------------------------------ | ------------- |
| FF-1052      | ノックス USS Knox                           | トッド造船所, シアトル   | 1965年 10月5日  | 1966年 11月19日 | 1969年 4月12日  | 1992年 2月14日  | 標的艦として海没処分 | 標的艦として海没処分                                               |               |
| FF-1053      | ロアーク USS Roark                          | トッド造船所, シアトル   | 1966年 2月2日   | 1967年 4月27日  | 1969年 11月22日 | 1991年 12月14日 | スクラップとして廃棄 | スクラップとして廃棄                                               |               |
| FF-1054      | グレイ USS Gray                             | トッド造船所, シアトル   | 1966年 11月19日 | 1967年 11月3日  | 1970年 4月4日   | 1991年 6月29日  | スクラップとして廃棄 | スクラップとして廃棄                                               |               |
| FF-1055      | ヘプバーン USS Hepburn                      | トッド造船所, サンペドロ | 1966年 6月1日   | 1967年 3月25日  | 1969年 7月3日   | 1991年 12月20日 | 標的艦として海没処分 | 標的艦として海没処分                                               |               |
| FF-1056      | コノール USS Connole                        | エイボンデール           | 1967年 3月23日  | 1968年 7月20日  | 1969年 8月30日  | 1992年 8月30日  | ギリシャ             | Epirus (F-456)                                                     |               |
| FF-1057      | ラスバーン USS Rathburne                    | ロッキード               | 1968年 1月8日   | 1969年 5月2日   | 1970年 5月16日  | 1992年 2月14日  | 標的艦として海没処分 | 標的艦として海没処分                                               |               |
| FF-1058      | メイヤコード USS Meyerkord                  | トッド造船所, サンペドロ | 1966年 9月1日   | 1967年 7月15日  | 1969年 11月28日 | 1991年 12月14日 | スクラップとして廃棄 | スクラップとして廃棄                                               |               |
| FF-1059      | ウイリアム・S・シムズ USS William S. Sims   | エイボンデール           | 1967年 4月10日  | 1969年 1月4日   | 1970年 1月3日   | 1991年 9月6日   | トルコ               | 船体部品として                                                     |               |
| FF-1060      | ラング USS Lang                             | トッド造船所, サンペドロ | 1967年 3月25日  | 1968年 2月17日  | 1970年 3月28日  | 1991年 12月12日 | スクラップとして廃棄 | スクラップとして廃棄                                               |               |
| FF-1061      | パターソン USS Patterson                    | エイボンデール           | 1967年 10月12日 | 1969年 5月3日   | 1970年 3月14日  | 1991年 9月30日  | スクラップとして廃棄 | スクラップとして廃棄                                               |               |
| FF-1062      | ホイップル USS Whipple                      | トッド造船所, シアトル   | 1967年 4月24日  | 1968年 4月12日  | 1970年 8月22日  | 1992年 2月14日  | メキシコ             | Almirante Francisco Javier Mina (F-214)                            |               |
| FF-1063      | リーズナー USS Reasoner                     | ロッキード               | 1969年 1月6日   | 1970年 8月1日   | 1971年 7月31日  | 1993年 8月28日  | トルコ               | Kocatepe (F-252)                                                   |               |
| FF-1064      | ロックウッド USS Lockwood                   | トッド造船所, シアトル   | 1967年 11月3日  | 1968年 9月5日   | 1970年 12月5日  | 1993年 9月30日  | スクラップとして廃棄 | スクラップとして廃棄                                               |               |
| FF-1065      | スタイン USS Stein                          | ロッキード               | 1970年 6月1日   | 1971年 12月30日 | 1972年 1月8日   | 1992年 3月19日  | メキシコ             | Ignacio Allende (F-211)                                            |               |
| FF-1066      | マーヴィン・シールズ USS Marvin Shields     | トッド造船所, シアトル   | 1968年 4月12日  | 1969年 10月23日 | 1971年 4月10日  | 1992年 7月2日   | メキシコ             | Mariano Abasolo (F-212)                                            |               |
| FF-1067      | フランシス・ハモンド USS Francis Hammond    | トッド造船所, サンペドロ | 1967年 7月15日  | 1968年 5月11日  | 1970年 7月25日  | 1992年 7月2日   | スクラップとして廃棄 | スクラップとして廃棄                                               |               |
| FF-1068      | ヴィリーランド USS Vreeland                 | エイボンデール           | 1968年 3月20日  | 1969年 6月14日  | 1970年 6月30日  | 1992年 6月13日  | ギリシャ             | Makedonia (F-458)                                                  |               |
| FF-1069      | バッグレイ USS Bagley                       | ロッキード               | 1970年 9月22日  | 1971年 4月24日  | 1972年 5月6日   | 1991年 9月26日  | スクラップとして廃棄 | スクラップとして廃棄                                               |               |
| FF-1070      | ダウンズ USS Downes                         | トッド造船所, シアトル   | 1968年 9月5日   | 1969年 12月12日 | 1971年 8月28日  | 1992年 2月14日  | 標的艦として海没処分 | 標的艦として海没処分                                               |               |
| FF-1071      | バジャー USS Badger                         | トッド造船所, サンペドロ | 1968年 2月17日  | 1968年 12月7日  | 1970年 12月1日  | 1991年 12月20日 | 標的艦として海没処分 | 標的艦として海没処分                                               |               |
| FF-1072      | ブラークリー USS Blakely                    | エイボンデール           | 1968年 6月3日   | 1969年 8月23日  | 1970年 7月18日  | 1991年 11月15日 | スクラップとして廃棄 | スクラップとして廃棄                                               |               |
| FF-1073      | ロバート・E・ピアリー USS Robert E. Peary   | ロッキード               | 1970年 12月20日 | 1971年 6月23日  | 1972年 9月23日  | 1992年 8月7日   | 中華民国             | 濟陽 Chih Yang (FF-932)                                            |               |
| FF-1074      | ハロルド・E・ホルト USS Harold E. Holt      | トッド造船所, サンペドロ | 1968年 5月11日  | 1969年 5月3日   | 1971年 3月26日  | 1992年 7月2日   | 標的艦として海没処分 | 標的艦として海没処分                                               |               |
| FF-1075      | トリップ USS Trippe                         | エイボンデール           | 1968年 7月29日  | 1969年 11月1日  | 1970年 9月19日  | 1992年 7月30日  | ギリシャ             | Thraki (F-457)                                                     |               |
| FF-1076      | ファニング USS Fanning                      | トッド造船所, サンペドロ | 1968年 12月7日  | 1970年 1月24日  | 1971年 7月23日  | 1993年 7月31日  | トルコ               | Adatepe (F-251)                                                    |               |
| FF-1077      | オーレット USS Ouellet                      | エイボンデール           | 1969年 1月15日  | 1970年 1月17日  | 1970年 12月12日 | 1993年 8月6日   | タイ                 | プッタルート・ラーンパーライ Phutthaloetla Naphalai (FFG 462)      |               |
| FF-1078      | ジョセフ・ヒューズ USS Joseph Hewes         | エイボンデール           | 1969年 5月14日  | 1970年 3月7日   | 1971年 4月24日  | 1994年 6月30日  | 中華民国             | 蘭陽 Lan Yang (FF-935)                                             |               |
| FF-1079      | バウエン USS Bowen                          | エイボンデール           | 1969年 7月11日  | 1970年 5月2日   | 1971年 5月22日  | 1994年 6月30日  | トルコ               | Akdeniz (F-257)                                                    |               |
| FF-1080      | ポール USS Paul                             | エイボンデール           | 1969年 9月12日  | 1970年 6月20日  | 1971年 8月14日  | 1992年 8月14日  | トルコ               | 船体部品として                                                     |               |
| FF-1081      | エールウィン USS Aylwin                     | エイボンデール           | 1969年 11月13日 | 1970年 8月29日  | 1971年 3月3日   | 1992年 5月15日  | 中華民国             | 寧陽 Ning Yang (FF-938)                                            |               |
| FF-1082      | エルマー・モンゴメリー USS Elmer Montgomery | エイボンデール           | 1970年 1月23日  | 1970年 11月21日 | 1971年 10月30日 | 1993年 6月30日  | トルコ               | 船体部品として                                                     |               |
| FF-1083      | クック USS Cook                             | エイボンデール           | 1970年 3月20日  | 1971年 1月23日  | 1971年 12月18日 | 1993年 4月30日  | 中華民国             | 海陽 Hae Yang (FF-936)                                             |               |
| FF-1084      | マッカンドレス USS McCandless               | エイボンデール           | 1970年 6月4日   | 1971年 3月20日  | 1972年 3月18日  | 1994年 5月6日   | トルコ               | Trakya (F-257)                                                     |               |
| FF-1085      | ドナルド・B・ベアリー USS Donald B. Beary   | エイボンデール           | 1970年 7月24日  | 1971年 5月22日  | 1972年 7月22日  | 1994年 5月20日  | トルコ               | Karadeniz (F-255)                                                  |               |
| FF-1086      | ブリュートン USS Brewton                    | エイボンデール           | 1970年 10月2日  | 1971年 7月24日  | 1972年 7月8日   | 1992年 7月2日   | 中華民国             | 鳳陽 Fong Yang (FF-933)                                            |               |
| FF-1087      | カーク USS Kirk                             | エイボンデール           | 1970年 12月4日  | 1971年 9月25日  | 1972年 9月9日   | 1993年 8月6日   | 中華民国             | 汾陽 Fen Yang (FF-934)                                             |               |
| FF-1088      | バービー USS Barbey                         | エイボンデール           | 1971年 2月5日   | 1971年 12月4日  | 1972年 11月11日 | 1992年 3月20日  | 中華民国             | 淮陽 Hwai Yang (FF-937)                                            |               |
| FF-1089      | ジェシー・L・ブラウン USS Jesse L. Brown    | エイボンデール           | 1971年 4月8日   | 1972年 3月18日  | 1973年 2月17日  | 1994年 7月27日  | エジプト             | Dumyat (F961)                                                      |               |
| FF-1090      | エインズワース USS Ainsworth                | エイボンデール           | 1971年 6月11日  | 1972年 4月15日  | 1973年 3月31日  | 1994年 5月27日  | トルコ               | Ege (F-256)                                                        |               |
| FF-1091      | ミラー USS Miller                           | エイボンデール           | 1971年 8月6日   | 1972年 6月3日   | 1973年 6月30日  | 1991年 10月15日 | トルコ               | 船体部品として                                                     |               |
| FF-1092      | トーマス・C・ハート USS Thomas C. Hart      | エイボンデール           | 1971年 10月8日  | 1972年 8月12日  | 1973年 7月28日  | 1993年 8月30日  | トルコ               | Zafer (F-253)                                                      |               |
| FF-1093      | カポダーノ USS Capodanno                    | エイボンデール           | 1971年 10月12日 | 1972年 10月21日 | 1973年 11月17日 | 1993年 7月30日  | トルコ               | Muavenet (F-250)                                                   |               |
| FF-1094      | ファリス USS Pharris                        | エイボンデール           | 1972年 2月11日  | 1972年 12月16日 | 1974年 1月26日  | 1992年 4月15日  | メキシコ             | Guadalupe Victoria (F-213)                                         |               |
| FF-1095      | トルーエット USS Truett                     | エイボンデール           | 1972年 4月27日  | 1973年 2月3日   | 1974年 6月1日   | 1994年 7月30日  | タイ                 | プッタヨートファー・チュラーローク Phutthayotfa Chulalok (FFG 461) |               |
| FF-1096      | ヴァルデス USS Valdez                       | エイボンデール           | 1972年 6月30日  | 1973年 3月24日  | 1974年 7月27日  | 1991年 12月16日 | 中華民国             | 宜陽 Ki Yang (FF-939)                                              |               |
| FF-1097      | モインスター USS Moinester                  | エイボンデール           | 1972年 8月25日  | 1973年 5月12日  | 1974年 11月2日  | 1994年 7月28日  | エジプト             | Rasheed (F.962)                                                    |               |

## 登場作品
『ファイナル・カウントダウン』
ニミッツ級航空母艦「ニミッツ」を護衛する水上艦艇の一隻として登場。謎の嵐に遭遇するが、「ニミッツ」からの命令で嵐に突入する前にパールハーバーへ引き返す。
『レッド・ストーム作戦発動』
トム・クランシーの1986年の小説。「ファリス」は主人公の一人の乗艦として描写の中心的な役割を担うが、ソ連のヴィクター級原子力潜水艦の攻撃によって大破する。